# Москаленко, Вячеслав Николаевич
Вячесла́в Никола́евич Москале́нко (19 декабря 1980 — 7 февраля 2024) — российский футболист и игрок в мини-футбол, нападающий. Выступал за сборную России по мини-футболу.

## Биография
Воспитанник новосибирской ДЮСШ «Спартак» Начинал карьеру в мини-футбольном клубе «Сибиряк», один сезон провёл в футбольном клубе «Чкаловец». В 1999 году перешёл в московский «ГКИ-Газпром», в составе которого стал обладателем кубка и суперкубка России. С 2002 по 2004 год играл за московское «Динамо», дважды выиграл с ним чемпионат и Кубок России. В 2005—2007 годах играл за московский «Спартак», после чего перешёл в югорский клуб «ТТГ-Ява».
В январе 2011 года перешёл в подмосковный клуб «Мытищи».
Завершил карьеру игрока в 2012 году.
Дебютировал за сборную России по мини-футболу в январе 2001 года в товарищеской игре против Азербайджана. Входил в состав сборной на чемпионате Европы 2003 года. Всего за сборную провёл 19 игр и забил 10 мячей.
Погиб 7 февраля 2024 года в ходе боёв за Авдеевку во время российского нападения на Украину, о смерти стало известно месяц спустя.

## Достижения
- Победитель студенческого чемпионата мира по мини-футболу 2002
- Чемпион России по мини-футболу (2): 2002-03, 2003-04
- Обладатель Кубка России по мини-футболу (3): 2000, 2003, 2004
- Обладатель Суперкубка России по мини-футболу: 2001
- Награждён орденом мужества посмертно 2024 год
- Награждён орденом Жукова посмертно 2024 год